# یوشیهیرو نیشیمورا
یوشیهیرو نیشیمورا (انگلیسی: Yoshihiro Nishimura؛ زادهٔ ۱ آوریل ۱۹۶۷) کارگردان فیلم، فیلم‌نامه‌نویس، چهره‌پرداز، و تدوین‌گر اهل ژاپن است.